# Farul Sultan Shoal
Farul Sultan Shoal (în chineză: 苏丹浅滩灯塔) a fost construit în 1895 în perioada în care regretatul comandant Charles Quentin Gregan Craufurd (de la Marina Regală) era Master Attendant (echivalentul actualului Port Master) al Singapore. A fost construit pentru a înlocui farul aflat anterior acolo.

## Istorie
Turnul farului a fost reconstruit în 1931 pentru instalarea echipamentelor moderne de iluminat.
În 1984, farul a fost automatizat și în prezent nu are personal.
În 2014, farul Sultan Shoal a făcut parte dintr-un traseu al farurilor, alcătuit din trei faruri, organizat de Consiliul Național al Patrimoniului în cadrul HeritageFest din Singapore. A fost prima dată când farul a fost deschis pentru acces public.

## Operațiuni
Au fost folosite trei lămpi cu fitil simplu, prevăzute cu reflectoare parabolice. Lumina dioptrică cu ulei incandescent cu arzător „Hood” a fost folosită în 1931 cu o lentilă de ordinul 3 de 500 mm. (Ordinul este un sistem de clasificare a tipului de lentile utilizate în funcție de distanța focală a obiectivului). Această lentilă producea o intensitate de 670.000 de candele cu o rază de vizibilitate de 22 de mile marine (aproximativ 40 km). Acest echipament de iluminat care ardea kerosen a fost înlocuit în 1967 cu o sursă de lumină acționată electric de 100 volți/1.000 de wați. O cameră pentru generatoare a fost construită în partea de est a farului pentru a găzdui trei generatoare. Cu generatoarele, personalul farului de șapte oameni a fost redus la patru.
Lentila de ordinul 3 a fost înlocuită cu un far rotativ, care avea o matrice rotativă de 24 de lămpi-cu-reflectori. În 1984 a fost instalată și o baliză radar în bandă „S” și „X”, care oferă informații suplimentare de navigație navelor prin emiterea unui cod morse pe ecranul radar al navei.
Operat de Autoritatea Maritimă și Portuară din Singapore, echipamentul actual al farului constă dintr-un far rotativ principal și de rezervă, fiecare producând 110.000 de candele cu o rază de acțiune de 20 de mile marine (aproximativ 37 km)